# هيساو-هايسن هو
هيساو-هايسن هو (بالصينية: 侯孝賢) هو مغني وكاتب سيناريو ومخرج وممثل تايواني، ولد في 8 أبريل 1947 في الصين. من الجوائز التي نالها جائزة الحصان الذهبي لأفضل مخرج ‏ سنة 1989 وجائزة الحصان الذهبي لأفضل مخرج ‏ سنة 1995 وجائزة الحصان الذهبي لأفضل مخرج ‏ سنة 2015 وAsian Film Award for Best Director ‏.

## جوائز
- جائزة الحصان الذهبي لأفضل مخرج [الإنجليزية]‏ (1989)
- جائزة الحصان الذهبي لأفضل مخرج [الإنجليزية]‏ (1995)
- جائزة الحصان الذهبي لأفضل مخرج [الإنجليزية]‏ (2015)
- Asian Film Award for Best Director [الإنجليزية]‏

## وصلات خارجية
- هيساو-هايسن هو على موقع IMDb (الإنجليزية)
- هيساو-هايسن هو على موقع الموسوعة البريطانية (الإنجليزية)
- هيساو-هايسن هو على موقع مونزينجر (الألمانية)
- هيساو-هايسن هو على موقع قاعدة بيانات الأفلام العربية
- هيساو-هايسن هو على موقع ألو سيني (الفرنسية)
- هيساو-هايسن هو على موقع ميوزك برينز (الإنجليزية)
- هيساو-هايسن هو على موقع أول موفي (الإنجليزية)
- هيساو-هايسن هو على موقع أول موفي (الإنجليزية)
- هيساو-هايسن هو على موقع قاعدة بيانات الأفلام السويدية (السويدية)
- هيساو-هايسن هو على موقع قاعدة بيانات الفيلم (الإنجليزية)